# Улица Кирова (Астрахань)
Улица Ки́рова — одна из основных улиц старой Астрахани, названа в честь революционера Сергея Мироновича Кирова, она пересекает исторические районы Белый город и Махалля с севера на юг. Начинается от Красной набережной реки Кутум в (Кировском районе), пересекает улицы Советской Милиции, Свердлова, Тургенева, Эспланадную, Ахматовскую, проходит по границе Братского сада, Советскую, Чернышевского, Красного Знамени, Ленина, Бабушкина, Шаумяна, набережную канала 1 Мая. Продолжается на другой стороне канала за Варвациевским мостом, пересекая улицы Челюскинцев, Казанскую, Зои Космодемьянской, Епишина, Гилянскую, Лычманова, Бакинскую (Кировского района и Советского района), Трофимова, Плещеева и Ахшарумова, Богдана Хмельницкого, площадь Джона Рида, Николая Островского, заканчиваясь возле многоквартирного дома, 94(перекрёсток улицы Николая Островского) чуть южнее медкомплекса Газпрома. Продолжением проезжей части улицы Кирова является Кубанская улица, на ней расположено последнее здание (ул. Кирова, 100) у перекрестка с улицей Воровского сзади, соединяющаяся двухполосной соединительной дорогой с окончанием улицы Кирова.
Участок улицы Кирова от Эспланадной до Советской является пешеходной зоной, в неформальной речи зачастую называется Арбатом.

## История

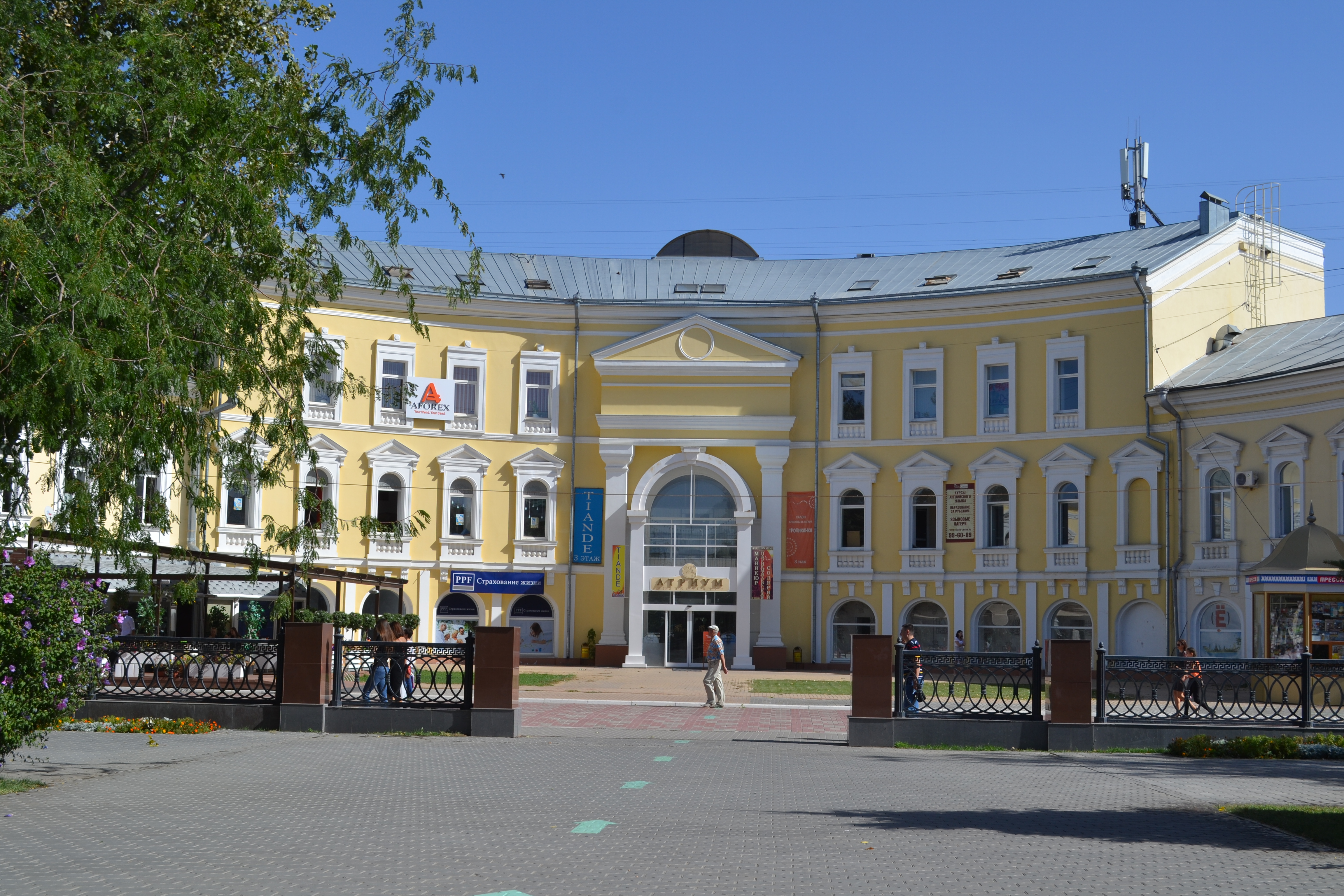
ТЦ «Атриум»

До 1837 года называлась Горянской Исадной, позднее была разделена на несколько улиц. Участок от пешеходного моста через Кутум до Губернаторского сада носил название Табачный Ряд, участок между садом и Полицейском мостом был Полицейской улицей, участок от моста до Паробичева бугра именовался Паробичебугорной улицей. С 1920 по 1938 год называлась Братской, затем была переименована в честь Сергея Мироновича Кирова, чьё имя она и носит до сих пор.
В начале XX века по улице существовало трамвайное движение.
Участок улицы Кирова от Свердлова до Ленина победил в конкурсе «Торговля России» в номинации «Лучшая торговая улица». За победу боролись три десятка кандидатов со всей страны. Шестеро из них стали лауреатами. Определяя победителей, жюри оценивало совокупность интегрированных в городскую среду торговых объектов и внешний вид улицы. Наградили победителей организованного Минпромторгом России в Москве, в рамках V международного форума бизнеса и власти «Неделя российского ритейла».

## Примечательные здания и сооружения
- На центральном участке улицы Кирова (дом 7) располагается здание астраханского ЦУМа, открытого в результате перестройки части двухэтажного кирпичного здания. Часть торговых площадей универмага выходят на улицы Свердлова и Эспланадную. Чуть южнее, в квартале между улицами Ахматовской, Кирова и Советской, расположен разбитый в 1920 году Братский сад.
- Дом 20 — послевоенный жилой дом, известный в народе как «дом правительства», так как в нём проживали чиновники. До войны на этом месте располагалось здание мужской гимназии, основанной в 1806 году[1].
- Дом 22 — бывшая усадьба Кирилла Фёдорова, построена в конце XVIII века[1].
- Угол с Советской улицей — сквер Кирова с памятником Кирову работы скульптора Н. В. Томского, 1939 год. До революции на месте сквера находился дом купца Агамжанова, в котором с 1877 года работало первое в городе реальное училище[1].
- Дом 25/10 (угол с улицей Чернышевского) — астраханский почтамт, построен в 1901—1903 гг., архитектор А. Малаховский, перестраивался в 1914—1916 гг. архитектором В. Б. Вальдовским-Варганеком[1]. Астраханский почтамт на улице Чернышевского у перекрёстка Кирова

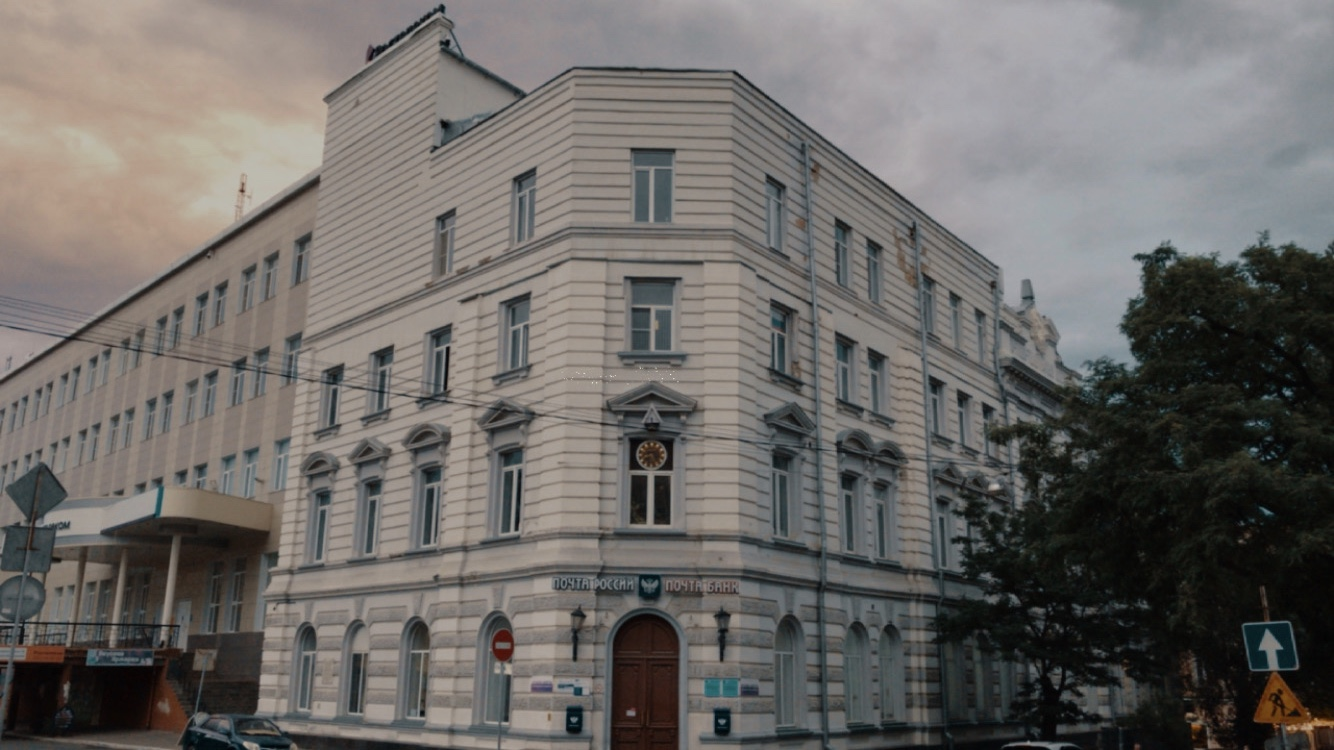
Астраханский почтамт на улице Чернышевского у перекрёстка Кирова

- Вблизи угла улиц Кирова и Чернышевского находится знак нулевого километра[1]. Нулевой километр на улице Кирова

Нулевой километр на улице Кирова

- Дом 26/9 (угол с улицей Ленина) — дом и кондитерская Карла и Владимира Шарлау, построен в 1901 году. Архитектор Домонтович, скульптор Пенкин. Дом в стиле эклектики примечателен кариатидами. Кондитерский магазин в доме продолжал работать в течение советского периода[1].